# نهر أنغارا
نهر أنغارا (بالروسية: Ангара́) نهر يقع في إركوتسك أوبلاست ويمتد إلى كراسنويارسك كراي ثم إلى جنوب شرق سيبيريا في روسيا يبلغ طوله 1,779 كيلومتر. وهو النهر الوحيد المتدفق من بحيرة بايكال، وهو رافد منبع نهر ينيسي.
ينبع بالقرب من مستوطنة ليستفيانكا في إركوتسك أوبلاست حيث  يتدفق نهر أنغارا شمالاً مارًا بمدن إركوتسك،أنجارسك، براتسك، و أوست-إليمسك. ثم ينعطف غربًا بعد ذلك، ويدخل كراسنويارسك كراي، ويلتقي بنهر ينيسي بالقرب من ستريلكا قرابة 40 كيلو مترًا جنوب شرق ليسوسي بيرسك
وعند أسفل تقاطعه مع نهر إيلم كان نهر أنغارا  يعرف في الماضي باسم نهر تونغوسكا (بالروسية: Верхняя Тунгуска, Verkhnyaya Tunguska)‏ بشكل ملتبس، بعض الخرائط (على سبيل المثال، أطلس 1773 لكيتشن (Kitchen)- انظر الشكل) أشارت إلى هذا الجزء نفسه من أنغارا  باسم نتسنيايا تونغوسكا (Nizhnyaya Tunguska)، أي تونغوسكا الأسفل - الاسم الذي ينطبق حاليًا على نهر آخر.

## السدود والخزانات
منذ خمسينيات القرن الماضي، تمت إقامة سدود على نهر أنغارا (Angara) تابعة لثلاث محطات كهرومائية رئيسية.
- سد أركوتس (Irkutsk Dam) (Иркутская ГЭС)، الذي يتكون خلفه خزان أركوتس (Irkutsk Reservoir)، الذي يغمر وادي النهر من مصدره إلى أركوتس، ويزيد مستوى مياه بحيرة بيكال (Lake Baikal) قليلاً.
- سد براتسك (ratsk Dam)، التي تشكل خزان براتسك (Bratsk Reservoir).
- سد أوست اليمسك (Ust-Ilimsk Dam) (Усть-Илимская ГЭС)، ويقع في مدينة أوست اليمسك، ويشكل خزان أوست اليمسك (Ust-Ilimsk Reservoir).
- سد بوغوشاني (Boguchany Dam) (Богучанская ГЭС) (قيد الإنشاء)، في كودنسك (Kodinsk)

غمرت مياه هذه الخزانات بعض القرى على طول نهر أنغارا وروافده (بما في ذلك حصن اليمسك التاريخي في اليمسك في إليم)، فضلاً عن العديد من المناطق الزراعية في وادي النهر. نظرًا للتأثيرات على أسلوب حياة السكان الريفيين في وادي أنغارا، انتقد بعض المفكرين السوفييت بناء السدود، ولا سيما كاتب أركوتسك فالنتين راسبوتين (Valentin Rasputin) سواء في روايته وداعًا ماتيورا (Farewell to Matyora) أو في كتابه غير الروائي، سيبيريا، سيبيريا (Siberia, Siberia).

## الملاحة
(Nizhnyaya Tunguska River)

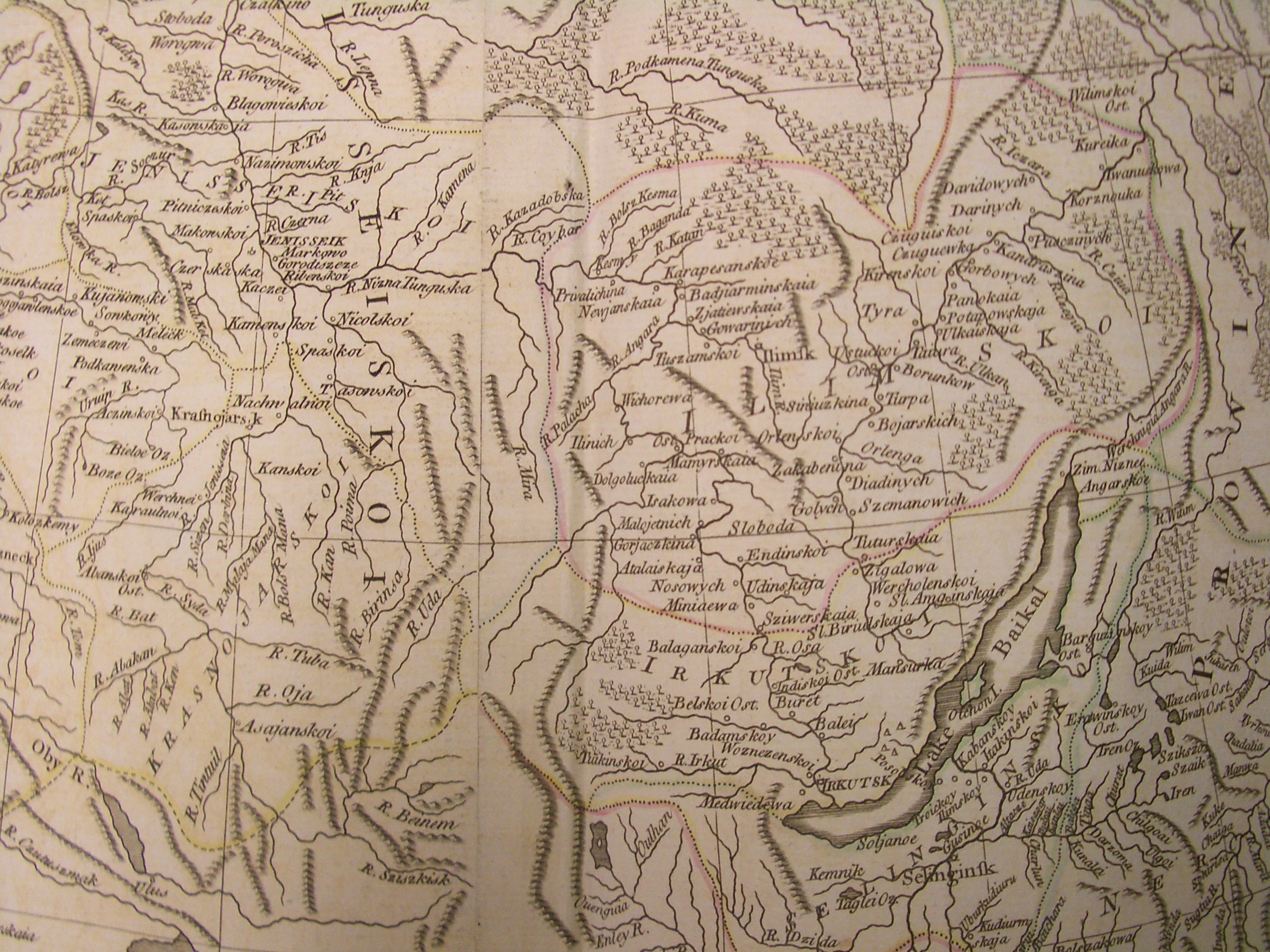
إن الأهمية التاريخية لنهر أنغارا (Angara) واليمسك (Ilim River) كطرق مائية تبرهنها سلسلة من القرى الواقعة على طول النهرين (وكثير منها، بالإضافة إلى بلدة اليمسك (Ilimsk)، غمرتها مياه خزانات السدود الحديثة) على هذه الخريطة منذ 1773. علمًا بأن المسار السفلي لنهر أنغارا يدعى نيتسنيايا تونغوسكا (Nizhnyaya Tunguska) - الاسم الذي ينطبق حاليًا على نهر آخر

تتم الملاحة في نهر أنغارا (Angara) بواسطة المراكب الحديثة في عدة أقسام معزولة:
- من بحيرة بيكال (Lake Baikal) إلى أركوتسك (Irkutsk)؛
- من أركوتسك (Irkutsk) إلى براتسك (Bratsk)؛
- في خزان أست اليمسك (Ust-Ilimsk Reservoir)؛
- من سد بوغوتشاني (Boguchany Dam) (كودنسك) إلى مصب النهر في ينيسي (Yenisei).

لم يكن القسم الذي يقع بين سد أوست اليمسك (Ust-Ilimsk Dam) وسد بوغوتشاني (Boguchany Dam) صالحًا للملاحة بسبب المنحدرات. ومع ذلك، مع الانتهاء من سد بوغوتشاني (Boguchany Dam)، وملء خزانه، سيصبح هناك جزء على الأقل من هذا القسم من النهر صالحًا للملاحة.
على الرغم من ذلك، فإن هذا لن يسمح بالملاحة المحدودة من بحيرة بايكال (Lake Baikal) إلى ينيسي (Yenisei)، نظرًا لأنه لم يتم تزويد أي من السدود الثلاثة الموجودة على النهر بهويس للسفن أو رافعة قوارب، كذاك الأمر في سد بوغوتشاني (Boguchany Dam).
على الرغم من عدم وجود ممر مائي للملاحة المستمرة، كان نهر أنغارا (Angara) ورافده اليم (Ilim River) ذا أهمية كبيرة للاستعمار الروسي في سيبيريا (Siberia ) منذ. عام 1630، عندما قاموا (والطرق الضرورية لحمل القوارب برًا) بتشكيل طرق مائية هامة (Siberian River Routes) التي تربط ينسي (Yenisey) ببحيرة بايكال (Lake Baikal) ونهر لينا. فقد النهر أهميته المتعلقة بالنقل بعد بناء الطريق البري بين كراسنويارسك (Krasnoyarsk) و أركوتسك (Irkutsk)، وبعد ذلك، السكة الحديد العابرة لسيبيريا (Trans-Siberian Railway).

## الروافد
لدي نهر أنغارا (Angara) الروافد التالية: تاسيفا (Taseyeva River) (الذي شكله اندماج الأنهار بيريوسا (Biryusa)، وشونا (Chuna))، وإيركوت (Irkut)، وأوكا (Oka)، وإيا (Iya)، واليم (Ilim)، وكوفا (Kova)، وتشادوبتس (Chadobets)، وإركنيفيا (Irkeneyeva).

## معرض الصور
| (Lake Baikal) |

## الحواشي
1. ↑  "Angara River". Encyclopædia Britannica Online. مؤرشف من الأصل في 2008-11-18. اطلع عليه بتاريخ 2006-10-26.
2. ↑  ВЕРХНЯЯ ТУНГУСКА (Verkhnyaya Tunguska, in the dictionary of Russia's place names). نسخة محفوظة 06 مارس 2016 على موقع واي باك مشين.
3. ↑  Tunguska, in Columbia Electronic Encyclopedia نسخة محفوظة 2 مايو 2019 على موقع واي باك مشين.
4. ↑  Angara River, southeast-central Russia نسخة محفوظة 10 يونيو 2017 على موقع واي باك مشين.
5. ↑  Енисейское пароходство: Ангара - судоходство и грузоперевозки نسخة محفوظة 29 سبتمبر 2020 على موقع واي باك مشين. (Yenisei Shipping Company: Angara — navigation and cargo shipping) (بالروسية) "نسخة مؤرشفة". مؤرشف من الأصل في 2016-11-19. اطلع عليه بتاريخ 2018-02-10.{{استشهاد ويب}}:  صيانة الاستشهاد: BOT: original URL status unknown (link)
6. ↑  ОСОБЕННОСТИ ДВИЖЕНИЯ И СТОЯНКИ СУДОВ ПО ВНУТРЕННИМ ВОДНЫМ ПУТЯМ ВОСТОЧНО-СИБИРСКОГО БАССЕЙНА (Special navigation rules for the internal waterways of the Eastern Siberia Basin) (بالروسية) نسخة محفوظة 13 فبراير 2012 على موقع واي باك مشين.

## وصلات خارجية
- نهر أنغارا (Angara River) جنوب شرق وسط روسيا (Russia)
- نهر أنغارا (Angara River)
- صورة نهر أنغارا (Angara River)
- خريطة للمنطقة توضح مصب نهر أنغارا (Angara River)
- كتاب خرائط للمنطقة يوضح مصب نهر أنغارا (Angara River)
- صورة للنهر والسد